# Keski-Pasila
Keski-Pasila (en suédois : Mellersta Böle), est une section du quartier de Pasila  à Helsinki, en Finlande

## Description
La section de Keski-Pasila a une superficie de 0,20 km2, sa population s'élève à 135 habitants(1.1.2008) et il offre 379 emplois (31.12.2005).
Depuis l'ouverture en 1862 de la ligne ferroviaire principale de Finlande (en finnois : päärata), Keski-Pasila est presque entièrement occupé par la Société des chemins de fer finlandais. La Gare ferroviaire de Pasila, la seconde après la Gare centrale d'Helsinki pour le trafic de passagers est à Keski-Pasila. Tous les trains régionaux ou de grandes lignes s'arrêtent à la gare de Pasila. C'est aussi à Keski-Pasila que se situe la grande salle de Hartwall Arena qui accueille des évènements sportifs et musicaux.